# 埃施博恩
埃施博恩（德語：Eschborn，發音：[ˈɛʃbɔʁn] ⓘ）是德国黑森州达姆施塔特行政区美因-陶努斯县的城市，面积12.13平方千米，2023年12月31日人口为22,551人。
德国技术合作公司总部位于此地。